# 1600年哲學
1600年哲學事件  

## 事件
- 2月17日 –焦爾達諾·布魯諾在羅馬鮮花廣場被處以火刑。異端審訊原因是支持哥白尼日心說、與其的泛神論思想，宗教法庭判其有罪。

## 出生
- 1月17日 - 佩德罗·卡尔德隆·德·拉·巴尔卡 西班牙軍事家、作家、詩人、戲劇家，在哲學上的貢獻是其作品，悲觀主義、理性主義和對上帝的信仰探討，死於1681年。

## 死亡
- 2月17日 - 焦爾達諾·布魯諾 義大利哲學家、數學家、詩人、宇宙學家和宗教人物，生於1548年。[1]
- 10月12日 – 路易斯·德·莫利纳,文藝復興時期歐洲西班牙帝國耶穌會會士，主要貢獻在於莫利納主義（英语：Molinism），死於1535年。
- 10月25日 - 安德烈巴奇(Andrea Bacci)意大利哲學家，醫生和作家，生於1524年。
- 11月3日– 理查德·胡克 英國普世聖公宗牧師與神學家 ，生於1554年。
- 日期未知
  - 卡羅‧貝洛(Carlo Belleo) 意大利哲學家 ，生於1540年。
  - 約翰·卡斯（英语：John_Case_(Aristotelian_writer)）英國作家，致力於寫關於亚里士多德的文章。生於1539到1546其中一年。